# قهرمان البغدادي

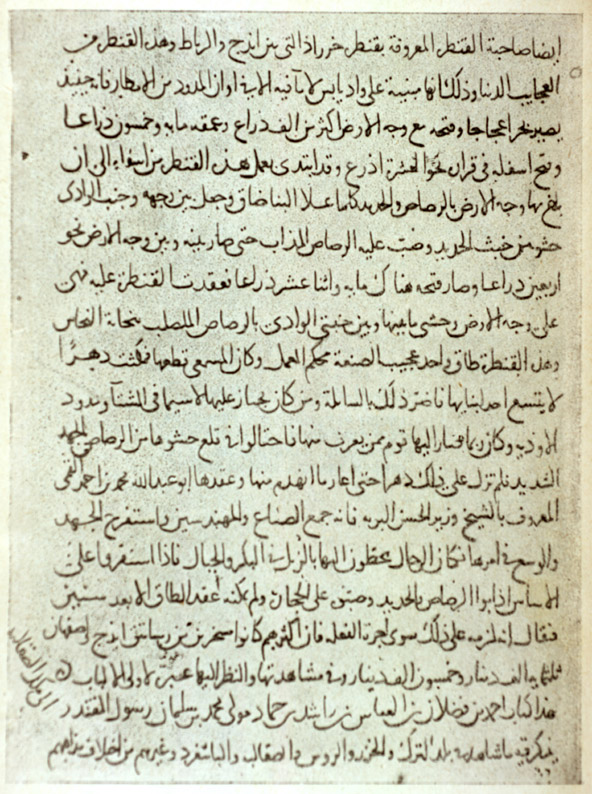
مخطوط لابن فضلان من القرن العاشر الميلادي

قهرمان البغدادي عالم إسلامي من القرن العاشر الميلادي. سفير الخليفة العباسي إلى ملك الصين .

## السفارة والمتحف
" متحف الناقة " ( قصة مبكية_حقيقة) : في مقاطعة تشينغهاي، يحكي لنا قصة " داعية إسلامي من بغداد أسمه " قهرمان " خرج من بغداد ومعه نسخة من المصحف الشريف في العهد العباسي ووصل إلى سمرقند ومنها قرر ان يتابع الرحلة إلى الصين لنشر الإسلام وقطع الصحاري والفيافي هو وقافلة معه وفي منتصف الطريق نفذ الماء عندهم ومات الجميع في الصحراء ..ووصلت ناقة الداعية قهرمان البغدادي إلى أبواب المدينة المذكورة وعليها جسد الرجل مع المصحف النادر .. فتعجب الناس وكان في المدينة تاجرا مسلما فشرح لهم قصة الناقة والمصحف لان قهرمان كان قد كتب رسالة ووضعها داخل المصحف ...ووفاءآ له تم عمل متحف من قبل الحكومة الصينية وضع فيه المصحف الشريف وقد اطلعت عليه وهو مصحف مخطوط نادر مزين بالذهب والازورد ..وملحق بالمتحف ضريح الداعية قهرمان البغدادي وقد زرته وقرأت له الفاتحة ونصب تذكاري للناقة صاحبة الرسالة (دقق في نصب الناقة - المصحف منحوت) و عندما عرف موظفي المتحف اني من بغداد حضنوني مع البكاء الذي يدل على عشق عميق لهذا الرجل الكبير ولبغداد عاصمة العالم القديم .

## انظر
- كتاب: الرحلات والرحالة في التاريخ الإسلامي (ملحق خاص بأبن فضلان) د.جمال الدين فالح الكيلانيpdf.